# Grottenhimmel
Sogenannte Grottenhimmel (chinesisch 洞天, Pinyin dòngtiān, englisch Grotto-heavens) sind Wohnorte der Heiligen bzw. Unsterblichen (神仙,  shenxian) im Daoismus. Bei diesen in China auch als Dongtian fudi (洞天福地,  dòngtiān-fúdì – „Grottenhimmel und glückliche Orte“) bezeichneten Sakralstätten werden die Zehn großen Grottenhimmel (Shi da dongtian 十大洞天), die Sechsunddreißig kleinen Grottenhimmel (Sanshiliu xiao dongtian 三十六小洞天) sowie die Zweiundsiebzig glücklichen Orte (Qishi'er fudi 七十二福地) unterschieden.
Ein Großteil dieser heiligen Stätten sind in dem Werk Dongtian fudi yueze mingshan ji (洞天福地嶽澤名山記 – „Bericht über Grottenhimmel, glückliche Orte, heilige Berge, Marschen und berühmte Gebirge“; DZ 599) von Du Guangting 杜光庭 sowie dem Dongtian fudi ji (洞天福地記 – „Bericht über Grottenhimmel und glückliche Orte“; DZ) von Sima Chengzhen aus der Zeit der Tang-Dynastie verzeichnet. Berühmte Gebirge oder Berge, in denen sich diese Sakralstätten befinden sind Qingcheng Shan, Mao Shan, Luofu Shan, Tai Shan, Hua Shan, Heng Shan, Zhongnan Shan, Longhu Shan usw.  

## Die Zehn großen Grottenhimmel
Dem Werk Yunji qiqian (云笈七签 – „Sieben Zettel aus dem Büchersack der Wolken“; DZ 1032) zufolge sind dies:
- Wangwushan-Grotte 王屋山洞 (Henan)
- Weiyushan-Grotte 委羽山洞 (Zhejiang)
- Xichengshan-Grotte 西城山洞 (Sichuan oder Qinghai)[2]
- Xixuanshan-Grotte 西玄山洞 (Shaanxi)
- Qingchengshan-Grotte 青城山洞 (Sichuan)
- Chichengshan-Grotte 赤城山洞 (Zhejiang)
- Luofushan-Grotte 罗浮山洞 (Guangdong)
- Gouqushan-Grotte 句曲山洞 (Jiangsu)
- Linwushan-Grotte 林屋山洞 (Jiangsu)
- Kuocangshan-Grotte 括苍山洞 (Zhejiang)